# Michele Orecchia

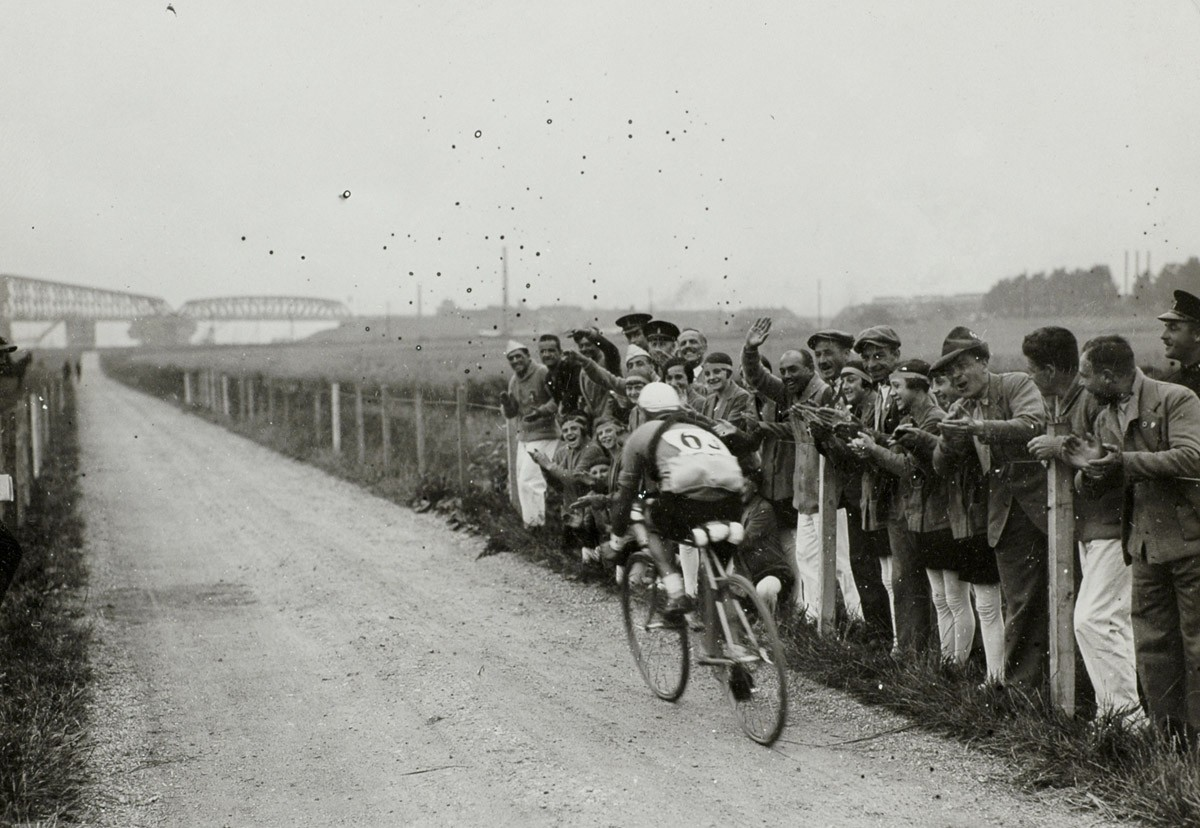
Michele Orecchia beim olympischen Straßenrennen 1928

Michele Orecchia (* 26. Dezember 1903 in Marseille; † 11. Dezember 1981 in Moncalieri) war ein italienischer Radrennfahrer.
1927 belegte Michele Orecchia bei der  Straßenweltmeisterschaft der Amateure auf dem Nürburgring Platz drei. Im Jahr darauf startete er bei den Olympischen Spielen in Amsterdam, wurde 16. im Einzelstraßenrennen und in der Mannschaftswertung mit dem italienischen Team (Allegro Grandi, Michele Orrecchia, Marcello Neri und Ambrogio Beretta) Vierter.
Anschließend trat Orecchia zu den Profis über. Bis er 1934 seine Radsportlaufbahn beendete, startete er bei nahezu allen Klassikern und größeren Rundfahrten in Europa. Sechsmal fuhr er den Giro d’Italia und erreichte mit dem neunten Platz im Jahre 1929 sein bestes Ergebnis. Dreimal fuhr er die Tour de France; 1932 gewann er die achte Etappe, die in seinem Geburtsort Marseille endete, und belegte in der Gesamtwertung Rang 14. Fünfmal ging er bei Mailand–Sanremo an den Start und wurde 1929 Achter, bei der Lombardei-Rundfahrt 1928 Neunter.